# Hanower (prowincja)
Hanower – od 1866 r. nazwa pruskiej prowincji, a w 1946 r. nazwa niemieckiego landu Hanower, włączonego następnie do landu Dolna Saksonia. W przeprowadzonym 18 maja 1924 referendum, w którym mieszkańcy prowincji mieli zadecydować o odłączeniu się od Prus i utworzeniu osobnego kraju związkowego, nie udało się osiągnąć wymaganego kworum, a i nie doszło do powstania Land Hannover.